# Загребельний Степан Ігорович
Степа́н І́горович Загребе́льний  (3 березня 1989, Коболчин, Сокирянський район, Чернівецька область — 12 червня 2015, Опитне, Ясинуватський район, Донецька область) — український військовослужбовець, солдат Збройних сил України. Учасник російсько-української війни.

## Короткий життєпис
Народився в селі Коболчин на Сокирянщині, в родині колгоспників, змалку був привчений до праці на землі. Після закінчення 9 класів Коболчинської школи здобув професію тракториста в Сокирянському вищому професійному училищі. З 2007 по 2008 рік проходив строкову службу в 300-му Чернівецькому механізованому полку, після завершення якої залишився служити за контрактом. Повернувшись у рідне село, працював слюсарем у місцевій агрофірмі. В червні 2014 одружився з місцевою дівчиною Вірою, яка працювала на фермі дояркою.
1 березня 2015 року був мобілізований до ЗСУ, пройшов підготовку у Навчальному центрі «Десна» й вже у квітні пішов на фронт боронити Україну. Ніс службу поблизу Донецька, в селищі Піски. Навідник-оператор розвідувального відділення взводу розвідки 2-го механізованого батальйону 93-ї окремої механізованої бригади.
Загинув 12 червня 2015 року в районі Донецького аеропорту під час виконання бойового завдання. Військові їхали з села Водяне до селища Опитне (Ясинуватський район), близько 19:00 їх БТР підірвався на протитанковій міні, машина згоріла. В Степана обгоріло 90 % тіла, він загинув, ідентифікацію проводили за аналізом ДНК. Разом із ним загинули командир взводу старший лейтенант Олександр Цисар і молодший лейтенант Олег Угринович, інші бійці потрапили до шпиталю.
Поховали Степана Загребельного 17 червня на сільському кладовищі Коболчина. Вдома залишилися батьки Ольга Дмитрівна та Ігор Олександрович, брат Роман, дружина Віра та 9-місячний син Павлик.

## Нагороди та вшанування пам'яті
- 22 вересня 2015 року, — за мужність, самовідданість і високий професіоналізм, виявлені у захисті державного суверенітету та територіальної цілісності України, вірність військовій присязі, — нагороджений орденом «За мужність» III ступеня (посмертно)[1].
- 13 жовтня 2015 року на будівлі Коболчинської ЗОШ відкрили меморіальну дошку на честь Степана Загребельного[2].